# 九龍城區街坊福利會小學
九龍城區街坊福利會小學（英語：Kowloon City District Kai-Fong Welfare Association School）位於香港九龍靠背壟英才徑4號，1958年創校，於2006年結束辦學，昔日是一所政府資助，九龍城區街坊福利會管理之全日制小學。

## 校政管理
歷任校監
- 許庇穀 先生[1]
- 陳祖澤 先生[2]
- 顧思聰 先生[3]

歷任校長
- 陶家英 先生[2]（上午校）
- 吳鳳儀 女士（下午校）[4]
- 郭珍 先生[3]

## 學校設備
校內設有籃球場、有蓋操場及標準課室九間、另有電腦室、多媒體製作室、輔導室、音樂室、體育用品室及教員室、所有課室皆有空調裝置及寬頻上網設備。

## 學校使命
以《文行忠信》為校訓，讓學生在德、智、體、群、美五方面均衡發展，培育學生成為關心社會的良好公民。

## 學校編制（後期）

### 課外活動
手工藝：口琴、羽毛球、中國舞、土風舞、乒乓球、籃球、小女童軍及英語活動等。

戶外：每年一度的秋季旅行、遊戲日、田徑比賽及參觀 ( 香港濕地公園 , 香港歷史博物館、警署 ) 等。

戶內：各類講座、管弦樂團表演、 美術比賽、中英文書法比賽、環保標語創作等。

### 學校與家長溝通
1999 -2000 年度成立家長教師會，定期舉辦講座及活動，每年均舉辦親子旅行及家長日，藉此加強學校與家長的聯繫 . 增加彼此的溝通。

### 上課時間
星期一至星期五，上午八時二十五分至下午三時十五分。

### 教職員編制
教職員約 23 人，包括校長、主任、教師、圖書館主任及輔導主任等。

## 著名/傑出校友
- 楊英偉（1974年下午校）：香港男演員[5]
- 姜國元（1972年）：香港資深傳媒工作者、專欄作家、前《明報》執行總編輯
- 伍衛國（1965年下午校）：香港男演員
- 黃允財（1965年下午校）：香港男演員
- 楊耀忠（1964年上午校）：前香港立法會議員及天水圍香島中學校長[6]

## 外部連結
- 九龍城區街坊福利會小學Facebook群組 （页面存档备份，存于）